# Grigorij Demidjuk
 (août 2024).
Grigorij Prokopjeviĉ Demidjuk, né le 9 février 1895 à Moscou et mort le 6 novembre 1985 dans la même ville, est un espérantiste russe.

## Biographie
Grigorij Demidjuk nait le 9 février 1895 à Moscou, dans l’Empire russe. Il est rédacteur de La Nova Epoko, de Sennacieca Revuo, le bulletin du comité central de l’union des espérantistes soviétiques. Il participe à La Ondo de Esperanto, Sennaciulo, Esperanto Hejme. Il traduit L'État et la Révolution et un autre texte de Lénine. 
Grigorij Demidjuk meurt le 6 novembre 1985 à Moscou. 